# بيدرو خوسيه موريرا سيلفا
بيدرو خوسيه موريرا سيلفا (13 فبراير 1997 بسينترا في البرتغال - ) هو لاعب كرة قدم برتغالي في مركز حراسة المرمى.

## وصلات خارجية
- بيدرو خوسيه موريرا سيلفا على موقع الاتحاد الدولي (مؤرشف)  (الإنجليزية)
- بيدرو خوسيه موريرا سيلفا على موقع قاعدة بيانات كرة القدم.إي يو (الإنجليزية)
- بيدرو خوسيه موريرا سيلفا على موقع Soccerway.com (الإنجليزية)